# Bistum San Justo
Das Bistum San Justo (lat.: Dioecesis Sancti Iusti, span.: Diócesis de San Justo) ist eine in Argentinien gelegene römisch-katholische Diözese mit Sitz in San Justo.

## Geschichte
Das Bistum San Justo wurde am 18. Juli 1969 durch Papst Paul VI. mit der Päpstlichen Bulle Omnimode sollicite aus Gebietsabtretungen des Bistums Lomas de Zamora und des Bistums Morón errichtet und dem Erzbistum Buenos Aires als Suffraganbistum unterstellt. Am 25. November 2000 gab das Bistum San Justo Teile seines Territoriums zur Gründung des Bistums Gregorio de Laferrère ab.

## Bischöfe von San Justo
- Jorge Carlos Carreras, 1969–1982
- Rodolfo Bufano, 1982–1990
- Jorge Arturo Meinvielle SDB, 1991–2003
- Baldomero Carlos Martini, 2004–2014
- Eduardo Horacio García, seit 2014

## Weblinks

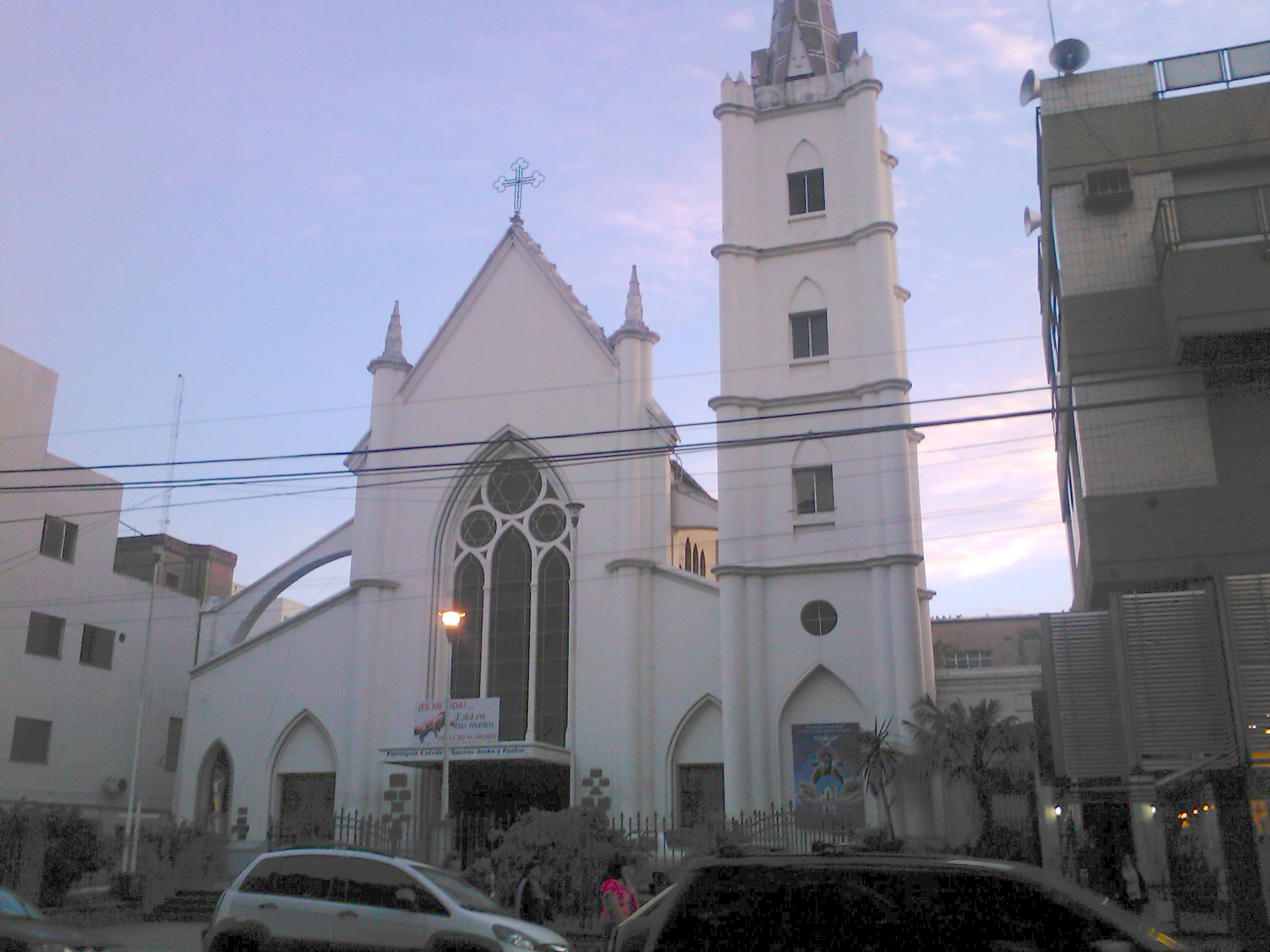
Kathedrale San Justo